# Alissa Moissejewna Snamenskaja
Alissa Moissejewna Snamenskaja (russisch Алиса Моисеевна Знаменская; * 12. Augustjul. / 25. August 1915greg. in Jekaterinoslaw; † 19. November 1995 in Schukowski) war eine sowjetische Luftfahrtingenieurin.

## Leben
Snamenskaja studierte Maschinenbau am Moskauer Mechanik-Institut für Munition des Volkskommissariats für Munition der UdSSR mit Abschluss 1935.
Nach dem Studium arbeitete Snamenskaja im Zentralen Aerohydrodynamischen Institut (ZAGI) in Schukowski und dann im 1941 vor dem Deutsch-Sowjetischen Krieg gegründeten Flugforschungsinstitut (LII). Sie leitete die Entwicklung von Messprogrammen für die Flugerprobung in der Luft- und Raumfahrttechnik. Sie entwickelte Systeme der Funktelemetrie und On-Board-Diagnose und führte sie ein. Sie entwickelte Sicherheitssysteme für die Flugerprobung von Marschflugkörpern.
1962 wurde Snamenskaja zur Doktorin der technischen Wissenschaften  promoviert. 1969 folgte die Ernennung zur Professorin.
Snamenskaja war verheiratet mit dem LII-Chefingenieur Sergei Iossifowitsch Snamenski (1913–1970). Ihr Enkel Michail ist LII-Chefingenieur. Snamenskaja wurde auf dem Bykowskoje-Gedenkfriedhof in Schukowski neben ihrem Mann begraben.

## Ehrungen, Preise
- Stalinpreis (1954)
- Orden des Roten Banners der Arbeit
- Orden der Völkerfreundschaft
- Ehrenzeichen der Sowjetunion
- Ehrenbürgerin der Stadt Schukowski[4]